# مرکوری مارینر

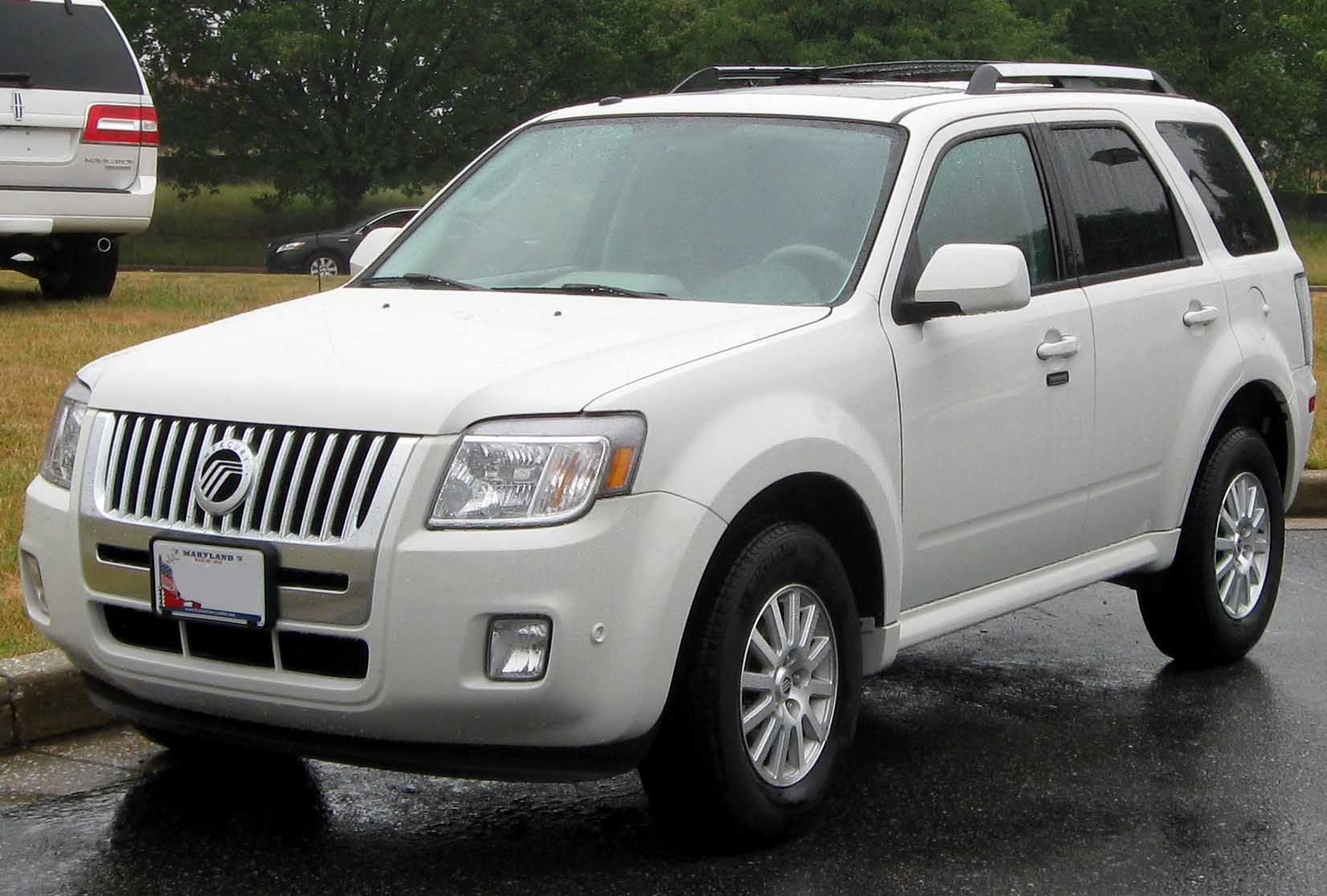

مرکوری مارینر (Mercury Mariner) خودرویی است که در سال‌های ۲۰۰۵ تا ۲۰۱۱تولید شده‌است. طراحی آن موتور جلو، خودرو محور جلو و خودرو چهار چرخ محرک بوده است. سیستم جعبه‌دندهٔ آن ۴ دنده به صورت خودکار است.